# 須藤千晴
須藤 千晴（すどう ちはる）
横浜市出身のピアニスト。東京藝術大学音楽学部器楽科卒業。ヤマハミュージックエンタテインメントホールディングス所属。

## 人物　来歴
元Jリーガーの兄・須藤 大輔が習っていたピアノに興味を持ち、6歳よりピアノを始める。
東京藝術大学音楽学部器楽科卒業。
ドイツ政府給費留学生としてドイツ国立ベルリン音楽大学に留学、ミヒャエル・エンドレスのもとで研鑽を積み、最高点を得て卒業、ディプロマを取得。
2001年東京藝術大学在学中に伊達純メモリアル基金より「アリアドネ・ムジカ賞」と奨学金を授与され、奏楽堂モーニングコンサートにて芸大フィルハーモニアと協演。
Jrジーナバックアウワー国際ピアノコンペティション（アメリカ）、ザイラー国際ピアノコンクール（ドイツ）、ベルリンピアノコンクール（ドイツ）、ASTI国際音楽コンクール（イタリア）など多くの国際コンクールにて上位入賞。
ドイツ・ライプツィヒにおいてリサイタル、ベルリンにおいて「フランス音楽の夕べ」、「20世紀ソナタシリーズ」に出演するなど、ソロそして室内楽に国内外で積極的な演奏活動を展開している。
2007年CHANEL銀座／シャネル・ネクサス・ホールにおける「Pygmalion Days」のアーティストとして１年間定期的にソロコンサートを行い注目を集めた。
これまで、ラ・フォル・ジュルネ・オ・ジャポン「熱狂の日」音楽祭、東京・春・音楽祭、室内楽奏者として宮崎国際音楽祭などに出演し、多くの演奏家と共演を重ねている。
2008年ビクターエンタテインメントよりデビューCD「Preludes」をリリース。
2011年チェロとのデュオCDをオクタヴィア・レコードよりリリース。
2014年日本アコースティックレコーズよりソロCD「Gems」をリリース。
2014年～2015年ベーゼンドルファー東京サロンにて自身のプロデュースによるシェーンベルクピアノソロ作品全曲シリーズ全4回を開催し好評を博した。
2015年より自身のUstream番組の配信を開始し、2017年より新たにヤマハミュージックエンタテインメントホールディングスのYouTubeチャンネル内で同番組の配信を開始している。
近年は作曲活動も開始し、クラシックのみにとどまらないジャンルを超えたプログラミングによるコンサートも行なっている。
2017年よりヤマハ銀座スタジオにて日本のトップアーティストをゲストに迎えるプロデュースシリーズ「フライデーナイトスペシャル」を開催中。
2019年東京文化会館に於いて行われた谷山浩子「放課後の音楽室」にてピアニストを務め、自身で全曲ピアノアレンジを行い好評を博す。
2020年キングレコードよりオリジナル作品などを収録した新譜「Camellia」をリリース

## ディスコグラフィー
- 2008年 - 7月デビューCD「プレリュード Preludes」（ビクターエンタテインメント）

- 2011年 - 8月金子鈴太郎（チェロ）とのデュオCD「ブラームス：チェロソナタ他」（オクタヴィア・レコード）

- 2014年 - 6月ソロCD「ジェム Gems」（日本アコースティックレコーズ）

- 2020年 - 2月ソロCD「Camellia」（キングレコード）

## 出演

### テレビ
- Gore’s Bar（2008年12月on air - TBS）
- BS12 Twellv

### ラジオ
- SEASIDE CLASSIC（FM YOKOHAMA）
- 林田直樹のカフェフィガロ（Blue-Radio.com）

### WEB広告
- メイトー LKM512

Elegance My Only ON&OFF
https://www.elegance-cosmetics.com/features/08_on/
https://www.elegance-cosmetics.com/features/08_off/